# Configuration requise
La configuration requise (en anglais, system requirements) pour un logiciel est l'ensemble des composants matériels et logiciels nécessaires sur un ordinateur pour permettre l'utilisation efficace du logiciel.
La configuration requise est souvent utilisée comme une ligne directrice plutôt que comme une règle absolue. La plupart des logiciels définissent deux configurations requises : une configuration minimum et une configuration recommandée. Avec la demande croissante de puissance de traitement et de ressources plus élevées dans les nouvelles versions des logiciels, les configurations requises ont tendance à augmenter avec le temps. Les analystes du secteur suggèrent que cette tendance joue un rôle plus important dans la mise à niveau des systèmes informatiques existants que les avancées technologiques.

## Configuration requise recommandée
Les fabricants de jeux vidéo fournissent souvent au consommateur une configuration recommandée différente de la configuration minimale nécessaire pour faire fonctionner le jeu. Cette configuration est presque toujours d'un niveau significativement plus élevé que la configuration minimale, et représente la configuration idéale pour faire fonctionner le jeu. En général, il s'agit d'une meilleure solution que les exigences minimales du système pour avoir une expérience agréable avec le jeu.

## Configurations matérielles requises
L'ensemble le plus courant de configurations requises par un système d'exploitation ou une application concerne les ressources informatiques physiques requises, également appelées hardware. Une liste d'exigences matérielles est souvent accompagnée d'une liste de matériels compatibles, en particulier dans le cas des systèmes d'exploitation. Une liste de matériels compatibles énumère les dispositifs matériels testés, compatibles et parfois incompatibles pour un système d'exploitation ou une application particulière.
Les sous-sections suivantes abordent les différents aspects des exigences matérielles.

### Architecture
Tous les systèmes d'exploitation sont conçus pour une architecture matérielle particulière. La plupart des applications sont limitées à des systèmes d'exploitation particuliers fonctionnant sur des architectures matérielles particulières. Bien qu'il existe des systèmes d'exploitation et des applications indépendants de l'architecture, la plupart doivent être recompilés pour fonctionner sur une nouvelle architecture.

### Puissance de traitement
La puissance de l'unité centrale de traitement (UCT ; en anglais, CPU) est une exigence système fondamentale pour tout logiciel. La plupart des logiciels fonctionnant sur une architecture x86 définissent la puissance de traitement comme le modèle et la fréquence d'horloge de l'unité centrale de traitement.
De nombreuses autres caractéristiques d'une unité centrale de traitement qui influencent sa puissance, comme la vitesse du bus, le cache et le MIPS, sont souvent ignorées pour simplifier la documentation. La définition de la puissance de traitement requise est donc souvent approximative, car les unités centrales de traitement AMD et Intel à une fréquence d'horloge similaire ont souvent des puissances différentes.

### Mémoire vive
Tous les logiciels, lorsqu'ils sont exécutés, résident dans la mémoire vive (RAM) de l'ordinateur. Les besoins en mémoire vive sont définis après avoir pris en compte les exigences de l'application, du système d'exploitation, des logiciels et fichiers de soutien, et des autres processus en cours d'exécution. Les performances optimales d'autres logiciels non liés fonctionnant sur un système informatique multitâche sont également prises en compte lors de la définition de cette exigence.

### Stockage secondaire
Les besoins en périphériques de stockage de données varient en fonction de la taille du logiciel, des fichiers temporaires créés et conservés pendant l'installation ou l'exécution du logiciel, et de l'utilisation éventuelle de la mémoire virtuelle (si la mémoire vive est insuffisante).

### Processeur graphique
Les logiciels nécessitant un affichage graphique supérieur à la moyenne, comme les éditeurs graphiques et les jeux haut de gamme, définissent souvent des processeurs graphiques haut de gamme dans la configuration requise.

### Périphériques
Certaines applications doivent faire un usage intensif et/ou spécial de certains périphériques, exigeant des performances ou des fonctionnalités plus élevées de ces périphériques. Ces périphériques comprennent, entre autres, les lecteurs de CD-ROM, les claviers, les dispositifs de pointage, les équipements d'interconnexion de réseau informatique.

## Configurations logicielles requises
Les exigences logicielles traitent de la définition des logiciels qui doivent être installés sur un ordinateur pour assurer le fonctionnement optimal d'une application. Ces logiciels ne sont généralement pas inclus dans le paquet d'installation du logiciel et doivent être installés séparément avant l'installation du logiciel.

### Plate-forme
Une plate-forme informatique décrit une sorte de cadre, matériel ou logiciel, qui permet l'exécution d'un logiciel. Les plates-formes typiques comprennent l'architecture d'un ordinateur, le système d'exploitation, les langages de programmation et leurs bibliothèques logicielles.
Le système d'exploitation est l'une des exigences mentionnées lors de la définition des exigences d'une application. Les logiciels peuvent ne pas être compatibles avec différentes versions d'un même système d'exploitation, bien qu'une certaine mesure de rétrocompatibilité soit souvent maintenue. Par exemple, la plupart des logiciels conçus pour Microsoft Windows 10 ne fonctionnent pas sur Microsoft Windows XP, bien que l'inverse soit habituellement possible.

### API et pilotes
Les logiciels faisant un usage intensif de périphériques matériels spéciaux, comme les processeurs graphiques haut de gamme, nécessitent des API spéciales ou des pilotes de périphériques plus récents. Un bon exemple est DirectX, qui est un ensemble d'API permettant de gérer les tâches liées au multimédia, notamment la programmation de jeux, sur les plates-formes Microsoft.

## Autres exigences
Certains logiciels ont également d'autres exigences pour fonctionner correctement. L'accès à Internet (type et vitesse) et la définition d'écran en sont des exemples notables.

## Exemples
Grand Theft Auto V (2015) nécessite :